# Горяиново (станция)
Горя́иново (укр. Горяїнове) или Горя́иного — товарно-пассажирская железнодорожная станция Приднепровской железной дороги в Днепре, расположенная на линии Верховцево — Днепр-Главный.

## География
Пассажирское сообщение обслуживается пригородными электропоездами Приднепровской железной дороги Западного направления. Станция расположена на 2,5 км западнее от вокзала Днепр-Главный, рядом с ЕВРАЗ ДМЗ (бывш. заводом им. Петровского) и просп. Сергея Нигояна.

## История
Станция была построена В 1901 г. в связи с развитием металлургической промышленности в Екатеринославе, а именно с резким увеличением грузооборота Александровского металлургического завода Брянского общества (до 2016 года — завод имени Г. И. Петровского, ныне ЕВРАЗ ДМЗ), а также ряда других соседних предприятий. Станция находилась в центре Брянской рабочей колонии и была названа в честь талантливого русского инженера А. М. Горяинова, первого директора металлургического завода и руководителя его строительства.
В 2013 году на станции была проведена реконструкция.
Является пересадочной на станцию метро «Металлургов».
Время движения от Центрального вокзала — 5 минут.
От платформы станции Горяиново следуют электрички до станций Каменское-Пасажирское, Верховцево, Пятихатки, Кривой Рог и др.